# Rutger Ouwens
Rutger Ouwens ('s-Gravenhage, gedoopt 23 april 1766 - Amsterdam, 5 oktober 1843) was een Nederlandse burgemeester.

## Leven en werk
Ouwens werd in 1766 te Den Haag gedoopt als zoon van de burgemeester van Alkmaar en lid van de Raad van State Pieter Ouwens en Jacoba Agatha Ravens. Hij vervulde diverse functies in zijn geboorteplaats Alkmaar. Hij was ontvanger van de Waag en van de Ronde Maat.  In 1788 werd hij benoemd tot secretaris van Alkmaar. In 1817 werd Ouwens benoemd tot schout van Boskoop, een functie die vanaf 1825 burgemeester werd genoemd. In 1832 werd hij als burgemeester van Boskoop opgevolgd door Christoffel Jan van Bell.
Ouwens trouwde op 11 november 1800 te Amsterdam met Geertruy de Bellon (1776-1839). Hij overleed in oktober 1843 te Amsterdam op 77-jarige leeftijd.